# Pallone d'oro (Repubblica Ceca)
Lo Zlatý míč (ceco Pallone d'oro) è un premio calcistico assegnato attraverso un sondaggio condotto dai giornalisti della Repubblica Ceca.

## Albo d'oro

### Zlatý míč
- 1997 - Jiří Němec  Schalke 04
- 1998 - Pavel Nedvěd  Lazio
- 1999 - Patrik Berger  Liverpool
- 2000 - Pavel Nedvěd  Lazio
- 2001 - Pavel Nedvěd  Lazio
- 2002 - Tomáš Rosický  Borussia Dortmund
- 2003 - Pavel Nedvěd  Juventus
- 2004 - Pavel Nedvěd  Juventus
- 2005 - Petr Čech  Chelsea
- 2006 - Petr Čech  Chelsea
- 2007 - Petr Čech  Chelsea
- 2008 - Petr Čech  Chelsea
- 2009 - Pavel Nedvěd  Juventus

- 2010 - Petr Cech  Chelsea
- 2011 - Petr Čech  Chelsea
- 2012 - Petr Čech  Chelsea
- 2013 - Petr Čech  Chelsea
- 2014 - Petr Čech  Chelsea
- 2015 - David Lafata  Sparta Praga
- 2016 - Petr Čech  Arsenal
- 2017 - Petr Čech  Arsenal
- 2018 - Petr Čech  Arsenal
- 2019 - Tomáš Vaclík  Siviglia
- 2020 - Tomáš Souček  West Ham Utd
- 2021 - Tomáš Souček  West Ham Utd
- 2022 - Patrik Schick  Bayer Leverkusen
- 2023 - Tomáš Souček  West Ham Utd
- 2024 - Tomáš Souček  West Ham Utd

### Rivelazione dell'anno
- 2002 - Rudolf Skácel  Hradec Králové/ Slavia Praga
- 2003 - Mario Lička  Baník Ostrava
- 2004 - Filip Dort  Opava
- 2005 - Roman Bednář  Mladá Boleslav
- 2006 - Marek Suchý  Slavia Praga
- 2007 - Zdeněk Zlámal  Tescoma Zlín/ Slovan Liberec

- 2008 - František Dřížďal  Slavia Praga
- 2009 - Jan Chramosta  Mladá Boleslav
- 2010 - Matěj Vydra  Baník Ostrava
- 2011 - Léonard Kweuke  Sparta Praga
- 2012 - ?
- 2013 - Stanislav Tecl  Viktoria Plzeň

### Allenatore dell'anno
- 2002 - Ladislav Škorpil  Slovan Liberec
- 2003 - Karel Brückner  Nazionale ceca
- 2004 - František Komňacký  Baník Ostrava
- 2005 - Karel Brückner  Nazionale ceca
- 2006 - Vítězslav Lavička  Slovan Liberec
- 2007 - Vítězslav Lavička  Slovan Liberec
- 2008 - Karel Jarolím  Slavia Praga

- 2009 - Karel Jarolím  Slavia Praga
- 2010 - František Komňacký  Jablonec
- 2011 - Pavel Vrba  Viktoria Plzeň
- 2012 - ?
- 2013 - Vítězslav Lavička  Sparta Praga